# Thomas Fuller Kennedy
Thomas Fuller Kennedy, britanski general, * 1892, † 1958.